# 福岡雅子
福岡 雅子（ふくおか まさこ）は、日本の都市環境工学者。大阪工業大学工学部環境工学科元准教授。元大阪府環境審議会循環型社会計画部会長、公益財団法人地球環境センター理事、大阪府土地審査会委員、廃棄物資源循環学会関西支部幹事、大阪市廃棄物減量等推進審議会元会長。工学博士（京都大学）・技術士（衛生工学）。
専門は、都市環境工学・環境計画、循環型社会工学/環境社会システム（特に3R）・サステイナブル工学、環境マネジメント/環境アセスメント。

## 略歴
1985年京都大学工学部卒業。1987年京都大学大学院工学研究科衛生工学専攻修士課程修了。都市計画コンサルタント会社の環境部門にて、国や地方自治体の政策・行政施策のコンサルティングに従事。
2003年京都大学大学院工学研究科環境工学博士課程単位取得満期退学、のち工学博士（京都大学）。2007年大阪工業大学工学部に着任し、その後、同学部環境工学科准教授。2022年同大学退官。
大阪工業大学工学部環境工学科で15年に渡り教鞭を執り、特に循環型社会工学・環境マネジメント/環境アセスメントの研究育成および、環境計画とコンサルティングの融合教育に貢献した。
主な所属学会は、日本都市計画学会、日本環境教育学会、廃棄物資源循環学会など。主な受賞は、廃棄物学会奨励賞など。

## 主な著書
- 環境読本 －環境をいかに学び、いかに対処するか（共著、電気書院2011、学術書）
- 有機物循環論（共著、昭和堂2012、学術書）
- 3R検定公式テキスト（共著、ミネルヴァ書房2008、学術書）
- 建物の廃棄物管理－入門編（共著、理工図書 1994、学術書）

## 主な研究
- 地域経済・地域環境資源の共有化のための都市構造に関する研究 〜地域資源を用いたフィールドゲームの新入生導入研修への適用[6]
- 都市緑地・樹林の環境アセスメント・環境保全に関する研究
- プラスチック廃棄物などの環境汚染の発生抑制・発生後の環境マネジメントに関する研究
- 東南アジア（特にベトナム・マレーシア）における廃棄物データベースの構築及び廃棄物処理システムの評価[8]
- 食品ロスへの関与による若者の環境問題認識変化とその社会的影響に関する研究 〜地元密着型商店街の飲食店における食品ロスの実態[9]

## 主な自治体アドバイザー
- 大阪府環境審議会循環型社会計画部会長
- 大阪府土地審査会委員
- 大阪市廃棄物減量等推進審議会元会長
- 枚方市廃棄物減量等推進審議会元会長
- 松原市廃棄物減量等推進審議会副会長
- 高槻市緑地環境保全等審議会委員
- 岸和田市環境デザイン委員会委員
- 堺市環境審議会元委員
- 奈良市環境審議会委員